# 呌有史
呌有史（越南语：／；1835年—？年），越南阮朝副榜。

## 生平
呌有史是南定省建昌府武僊縣知來總同聲社（今屬太平省太平市前鋒坊）人，明命十六年（1835年）出生。建福元年（1884年），呌有史參加河南場鄉試，考中舉人。咸宜元年（1885年），呌有史會試次中格，準入庭試。庭試過後，未及放榜，尊室說發動勤王運動，庭試成績因此作廢。成泰四年（1892年），呌有史經審核準預庭試，考中壬辰科副榜。